# The Late Late Show (irlandzki talk-show)
The Late Late Show – irlandzki talk-show. Jest to najdłużej emitowany talk-show na świecie przez tego samego nadawcę, jest również sztandarowym programem stacji Raidió Teilifís Éireann.
Talk-show jest emitowany na kanale RTÉ One w każdy piątek od września do maja i trwa 2 godziny.

## Historia
The Late Late Show po raz pierwszy był emitowany w piątek 6 lipca 1962 roku o godzinie 23:20 (GMT). Pierwszym prowadzącym został prezenter radiowy i telewizyjny Gay Byrne, który jednocześnie był najdłużej prowadzącym program bo ponad 37 lat. W latach 1999–2009 program prowadził Pat Kenny zaś od 2009 prowadzi go Ryan Tubridy.
Gośćmi w programie były m.in. takie osobowości jak: Matka Teresa z Kalkuty, prezydenci: Mary Robinson, Mary McAleese, muzycy: Elton John, U2, Bob Geldof, Cliff Richard, Rod Stewart, aktorzy: Colin Farrell, Peter Sellers, prezenterzy telewizyjni Jerry Springer, Graham Norton, sportowcy Sonia O’Sullivan, Roy Keane. W 2007 jednym z gości muzycznych był polski zespół The Jet Set.
Od 2009 roku, w specjalnym wydaniu programu, odbywa się finał eliminacji do Konkursu Piosenki Eurowizji. Podczas emisji, przy udziale głosów widzów oraz jurorów (w stosunku 50:50) wybierana jest piosenka, która będzie reprezentować Irlandię w konkursie.